# Pau Vallvé Navarro
Pau Vallvé Navarro   (Barcelona, 15 de maig de 1981) és un músic, compositor i productor català. Es dedica, a banda de fer els seus discs i gires de concerts, a compondre bandes sonores per a cinema, televisió i publicitat i a produir discs d'altra gent (Maria Coma, Inspira, etc).
Va muntar el segell discogràfic Amniòtic Records (el 2009 fins al 2014), on a més d'editar els seus discs va editar els discs de Maria Coma, Nico Roig, Inspira, Ferran Palau i u mä. Com a bateria va ser membre de la formació que acompanyava a Maria Coma en els seus directes. De tant en tant tocava com a vibrafonista i segon bateria amb el grup Standstill i com a bateria del grup Inspira.
Estanislau Verdet era un àlter ego musico-humorístic que era el vehicle a través del qual Pau Vallvé presentava cançons iròniques i crítiques amb la societat a través de la vergonya i la paròdia. El 2010 va donar per tancat aquest projecte i va començar la carrera en solitari, rebent molt bones crítiques per part de públic i premsa especialitzada, tant pel disc de debut, 2010, com pel següent: De bosc, que va ser escollit millor disc de l'any per la revista MondoSonoro.
El 2014 ho va deixar tot, va tancar el segell, va deixar la feina i la ciutat i va marxar a Banyoles a escriure el nou disc: Pels dies bons. Fou un disc que se'l va autoeditar sense segell, ni editorial ni intermediaris i que a més se'l va autofabricar manualment estampant còpia per còpia.
El 2017, ja de nou a Barcelona, va editar un disc doble titulat Abisme cavall hivern primavera i tornar, seguint amb l'auto-edició i afegint aquest cop també l'auto-distribució.
El disc publicat al 2020, La vida és ara, va ser creat durant el confinament per la pandèmia de la Covid-19. El 2022 va tornar amb el seu novè àlbum d'estudi :).

## Discografia

### Pau Vallvé
| Any  | Nom                                              | Dades                                                                          |
| ---- | ------------------------------------------------ | ------------------------------------------------------------------------------ |
| 2005 | Zulo (B.S.O.)                                    | - Publicació: 12 d'abril de 2005 - Discogràfica: Discóbolo Films               |
| 2009 | Suspicious Minds (B.S.O.)                        | - Publicació: 1 de juny de 2009 - Discogràfica: Amniòtic Records               |
| 2010 | 2010                                             | - Publicació: 15 de novembre de 2010 - Discogràfica: Amniòtic Records          |
| 2012 | De Bosc                                          | - Publicació: 2 d'octubre de 2012 - Discogràfica: Amniòtic Records             |
| 2014 | Pels dies bons                                   | - Publicació: 14 d'octubre de 2014 - Discogràfica: Auto-editat i auto-fabricat |
| 2017 | Abisme, cavall, hivern, primavera i tornar       | - Publicació: 20 de gener de 2017 - Discogràfica: Auto-editat                  |
| 2018 | Costa-Roja (Sessions d'assaig al mig del no-res) | - Publicació: 27 de juny de 2018 - Discogràfica: Auto-editat                   |
| 2018 | Concert 2018 (Live)                              | - Publicació: 10 de maig de 2018 - Discogràfica: Auto-editat                   |
| 2019 | Live vest under your seat                        | - Publicació: 25 de gener de 2019 - Discogràfica: Auto-editat                  |
| 2020 | La vida és ara                                   | - Publicació: 30 d'agost de 2020 - Discogràfica: Auto-editat                   |
| 2022 | :)                                               | - Publicació: 21 d'octubre de 2022 - Discogràfica: Auto-editat                 |
| 2024 | Agorafília                                       | - Publicació: 25 d'octubre de 2024 - Discogràfica: Auto-editat                 |

| 1.  | «Introducció»                                     | 1:48 |
| 2.  | «Sunshine on our future old house»                | 9:25 |
| 3.  | «A dream»                                         | 4:19 |
| 4.  | «Who are you for close me»                        | 4:48 |
| 5.  | «I'm so sorry»                                    | 1:13 |
| 6.  | «Llum»                                            | 2:41 |
| 7.  | «When is all said (Zulo version)»                 | 4:41 |
| 8.  | «Claustrofòbia (year by year)»                    | 3:55 |
| 9.  | «Angels»                                          | 3:02 |
| 10. | «Martells»                                        | 2:08 |
| 11. | «Alone»                                           | 4:23 |
| 12. | «Day by day»                                      | 2:21 |
| 13. | «Martells II»                                     | 2:55 |
| 14. | «Sunshine on our future old house (des del Zulo)» | 2:30 |

| 1.  | «Suspicious minds»     | 2:28 |
| 2.  | «Germana»              | 2:18 |
| 3.  | «Tempesta III»         | 0:35 |
| 4.  | «Sospita»              | 1:05 |
| 5.  | «Favor»                | 1:06 |
| 6.  | «Ombres»               | 1:05 |
| 7.  | «Ment»                 | 0:23 |
| 8.  | «Tempesta»             | 2:22 |
| 9.  | «Germana II»           | 1:18 |
| 10. | «A la sang»            | 1:28 |
| 11. | «Caos»                 | 2:12 |
| 12. | «Suspicious minds III» | 1:44 |
| 13. | «Tempesta II»          | 2:55 |
| 14. | «Arribada»             | 0:25 |
| 15. | «Germana III»          | 2:08 |

| 1.  | «Protagonistes»          | 4:01 |
| 2.  | «Encara no»              | 2:55 |
| 3.  | «Tothom dorm»            | 3:06 |
| 4.  | «Vacances»               | 3:59 |
| 5.  | «Amic dels cireres»      | 2:02 |
| 6.  | «L'àvia ha fet nevar»    | 2:48 |
| 7.  | «2010»                   | 3:26 |
| 8.  | «Molt bé»                | 1:59 |
| 9.  | «Tots els buits del món» | 2:37 |
| 10. | «Lo normal no és normal» | 4:08 |
| 11. | «All is full of love»    | 2:57 |
| 12. | «R.I.P.»                 | 2:31 |

| 1.  | «De Bosc I»                           | 1:46 |
| 2.  | «Un gran riu de fang»                 | 3:51 |
| 3.  | «Jo només faig el que puc»            | 3:40 |
| 4.  | «Jo només puc fer el que faig»        | 1:30 |
| 5.  | «Adéu siau»                           | 3:27 |
| 6.  | «A baix, a les valls»                 | 1:58 |
| 7.  | «Geranis als balcons»                 | 2:59 |
| 8.  | «Vaga general»                        | 3:05 |
| 9.  | «Nits que són dematins»               | 3:50 |
| 10. | «El temps posa les coses al seu lloc» | 2:34 |
| 11. | «Cargol»                              | 2:34 |
| 12. | «De Bosc II»                          | 2:50 |
| 13. | «Tots som molt millors»               |      |

| 1.  | «Muntanyes i glaciars»                      | 3:16 |
| 2.  | «Benvingut als Pirineus»                    | 3:11 |
| 3.  | «17820»                                     | 3:40 |
| 4.  | «La fosca avisa»                            | 3:42 |
| 5.  | «En càmera lenta»                           | 2:39 |
| 6.  | «Res no és important i tot ho és molt»      | 1:19 |
| 7.  | «Aquesta és pels dies bons»                 | 2:58 |
| 8.  | «I jo pensant quan vindràs»                 | 2:25 |
| 9.  | «Hi ha cops que no pot ser»                 | 4:09 |
| 10. | «Que es fonguin els ploms»                  | 4:10 |
| 11. | «Una tempesta - Camions que porten Camions» | 7:34 |
| 12. | «La mirada de la gent que no pot més»       | 5:42 |

| 1.  | «Pareidolia»                        | 1:37 |
| 2.  | «Diguem blat!»                      | 3:30 |
| 3.  | «Avui l'únic que vull»              | 2:53 |
| 4.  | «O només sóc jo?»                   | 5:49 |
| 5.  | «Que vingui l'hivern»               | 3:02 |
| 6.  | «En un somni estrany»               | 3:12 |
| 7.  | «Saturn»                            | 5:16 |
| 8.  | «Quan tots els ocells ja no hi són» | 4:06 |
| 9.  | «Jo i la il·lusió»                  | 3:57 |
| 10. | «A l'altre costat»                  | 3:15 |
| 11. | «Si que hi ets (Part I)»            | 0:53 |
| 12. | «El millor de marxar és tornar»     | 3:16 |
| 13. | «Valor de ser covard»               |      |
| 14. | «Antiherois»                        |      |
| 15. | «Per qué collons has trigat tant»   |      |
| 16. | «Nem fent i endavant»               | 4:44 |
| 17. | «La Polinèsia»                      |      |
| 18. | «Tu no ho saps»                     |      |
| 19. | «Declivi»                           |      |
| 20. | «Cantem en colors»                  |      |
| 21. | «Per Sempre»                        |      |
| 22. | «Ikigai»                            |      |

| 1. | «Benvingut als Pirineus»              | 5:17 |
| 2. | «Un gran riu de fang»                 | 3:47 |
| 3. | «Nem fent i endavant»                 | 4:54 |
| 4. | «I jo pensant en quan vindràs»        | 2:38 |
| 5. | «Que es fonguin els ploms»            | 4:18 |
| 6. | «There Will Never Be Another You»     | 2:25 |
| 7. | «La mirada de la gent que no pot més» | 5:01 |

| 1.  | «Cada deu anys»             | 4:12 |
| 2.  | «Un sol radiant»            | 5:25 |
| 3.  | «Diuen diuen diuen»         | 3:41 |
| 4.  | «Penalti i gol és gol»      | 2:22 |
| 5.  | «Signat, el teu padrí»      | 2:34 |
| 6.  | «Quina sort»                | 2:25 |
| 7.  | «Oclocràcia»                | 4:53 |
| 8.  | «Life Vest Under Your Seat» | 2:12 |
| 9.  | «Les flors vermelles»       | 4:26 |
| 10. | «Cada infern un dau»        | 4:13 |
| 11. | «Rient per no plorar»       | 5:07 |
| 12. | «No sé ni per on començar»  | 1:06 |

| 1.  | «Buguenvíl·lies»                 | 2:56 |
| 2.  | «Èpoques glorioses»              | 2:47 |
| 3.  | «Mori l'odi»                     | 2:55 |
| 4.  | «La vida és ara»                 | 3:54 |
| 5.  | «Què va, què va»                 | 2:53 |
| 6.  | «Gaseles i el mar»               | 3:24 |
| 7.  | «Sant Grial»                     | 1:34 |
| 8.  | «Com troncs baixant pel riu»     | 4:50 |
| 9.  | «Copiar / Pegar»                 | 2:50 |
| 10. | «Magranes»                       | 2:42 |
| 11. | «Mai més vull estar enfadat»     | 1:58 |
| 12. | «Suposo que això és fer-se gran» | 4:30 |
| 13. | «Tothom vol ser feliç»           | 3:33 |

| 1.  | «Això ja està»                  | 3:18 |
| 2.  | «En positiu millor»             | 3:17 |
| 3.  | «Aquest cop sí»                 | 1:54 |
| 4.  | «Cançó ansiolítica #9»          | 3:49 |
| 5.  | «Tu deixa't portar»             | 2:44 |
| 6.  | «Berenar sopar»                 | 4:15 |
| 7.  | «Llevar-nos cada matí»          | 2:34 |
| 8.  | «Ciutadella»                    | 3:02 |
| 9.  | «El més difícil que he fet mai» | 2:35 |
| 10. | «Aquest any i mig»              | 2:47 |
| 11. | «Endavant»                      | 4:28 |

### u_mä
| Any  | Nom                                                      | Dades                                                            |
| ---- | -------------------------------------------------------- | ---------------------------------------------------------------- |
| 2007 | u_mä                                                     | - Publicació: 16 de desembre de 2007 - Discogràfica: Error Lo-fi |
| 2009 | u_mä (Reedició especial amb una cançó nova i videoclips) | - Publicació: 4 d'abril de 2009 - Discogràfica: Amniòtic Records |

### Estanislau Verdet
| Any  | Nom                                                         | Dades                                                             |
| ---- | ----------------------------------------------------------- | ----------------------------------------------------------------- |
| 2006 | Un que de tan llest és tonto i un que de tan tonto és llest | - Publicació: 1 de novembre de 2006 - Discogràfica: Música Global |
| 2008 | L'all ho és tot pels anglesos                               | - Publicació: 1 de maig de 2008 - Discogràfica: Música Global     |

| 1.  | «Beixamel i mató»                                             | 4:28  |
| 2.  | «Ni tu ni jo»                                                 | 6:01  |
| 3.  | «Rodolfo»                                                     | 2:44  |
| 4.  | «Per fer país insultem en català»                             | 4:43  |
| 5.  | «M'agradaria ser un lemür»                                    | 6:39  |
| 6.  | «Oda al Fluimocil»                                            | 3:31  |
| 7.  | «Farsant per la font del gat»                                 | 4:32  |
| 8.  | «Himne»                                                       | 3:46  |
| 9.  | «Ja tinc el teu mail»                                         | 3:07  |
| 10. | «Yamshes en escabetx»                                         | 4:06  |
| 11. | «La vida em passaria al teu coll»                             | 3:36  |
| 12. | «Un que de tan llest és tonto i un que de tan tonto és llest» | 11:03 |

| 1.  | «El xotis dels pronoms febles»                       | 0:24 |
| 2.  | «Jo ploc, tu plous, ell plou»                        | 3:43 |
| 3.  | «Cap d'any»                                          | 2:33 |
| 4.  | «Lluç»                                               | 3:43 |
| 5.  | «Parlem en tevetresí»                                | 3:29 |
| 6.  | «Dragostea din tei»                                  | 2:53 |
| 7.  | «Som tots uns desgraciats»                           | 3:32 |
| 8.  | «La vida em passaria al teu coll (live at Zimbabwe)» | 4:10 |
| 9.  | «Sóc modern»                                         | 1:37 |
| 10. | «Mitocondris i citoplasmes»                          | 5:35 |
| 11. | «L'any de la picor»                                  | 2:17 |
| 12. | «Un finlandès nascut al Congo»                       | 4:38 |
| 13. | «Tot»                                                | 1:11 |
| 14. | «Pare postre» (amb Quimi Portet)                     | 5:07 |
| 15. | «Avorrits de no fer res»                             | 1:57 |
| 16. | «L'all ho és tot pels anglesos»                      | 4:46 |
| 17. | «Tot (instrumental)»                                 | 2:39 |

### Altres discs
- Experiment Zero "Melt Down" (A la caza de ñu 1998)
- Egon "Old boy screaming silence" 2CD (2000)
- Pau Vallvé "Great Spirit Of Old Aromas" 9 CD's (2001-2002)
- Pau Vallvé "When It Rains" (2003)
- Pau Vallvé "Things Behind Disguise" (2003)
- OAK (Pau Vallvé) "Postdiluvian" (2004)

### Senzills i EP
- Egon28 "Say Always Goodbye E.P." (1999)
- Pau Vallvé "Buenas Noches" Single (1999)
- Experiment Zero "Last Recordings E.P." (1999)